# Oconee (Illinois)
Pour les articles homonymes, voir Oconee.
Le village d’Oconee est situé dans le comté de Shelby, dans l’État de l’Illinois, aux États-Unis. Sa population s’élevait à 180 habitants lors du recensement de 2010, estimée à 175 habitants en 2016.